# Harjavalta
Harjavalta est une ville du sud-ouest de la Finlande, dans la province de Finlande occidentale et la région du Satakunta.

## Géographie
La ville est située non loin de Pori (30 km), en amont de la capitale régionale sur la rivière Kokemäenjoki. Une importante centrale hydroélectrique (fondée en 1939, d'un hauteur de chute de 26,5 mètres, produisant 400 millions de kWh annuels) sur la rivière fournit l'énergie à une bonne partie de la région, et alimente localement de petites industries.
Harjavalta est bordée par les communes de Kokemäki à l'est, Ulvila au nord, Nakkila à l'ouest et Kiukainen au sud.

## Transports
Harjavalta n'est pas loin des grandes villes du pays, Turku et Tampere sont équidistantes (110 km) et Helsinki n'est qu'à 210 km.
La principale route qui traverse la commune est la nationale 2 Pori-Helsinki.

### Distances
- Huittinen : 35 km
- Kankaanpää : 72 km
- Kokemäki : 14 km
- Pori : 28 km
- Rauma : 51 km
- Ulvila : 21 km

## Démographie
Depuis 1980, la démographie de Harjavalta a évolué comme suit, :
| Année      | 1980  | 1985  | 1990  | 1995  | 2000  | 2005  | 2010  | 2018  |
| ---------- | ----- | ----- | ----- | ----- | ----- | ----- | ----- | ----- |
| population | 8 871 | 8 955 | 8 678 | 8 374 | 7 877 | 7 673 | 7 540 | 7 027 |

## Jumelages
| Ville | Ville        | Pays | Pays    |
| ----- | ------------ | ---- | ------- |
|       | Boksitogorsk |      | Russie  |
|       | Rissa        |      | Norvège |

## Personnalités
C'est de Harjavalta qu'est originaire le groupe de rock finlandais Maj Karma.

## Galerie

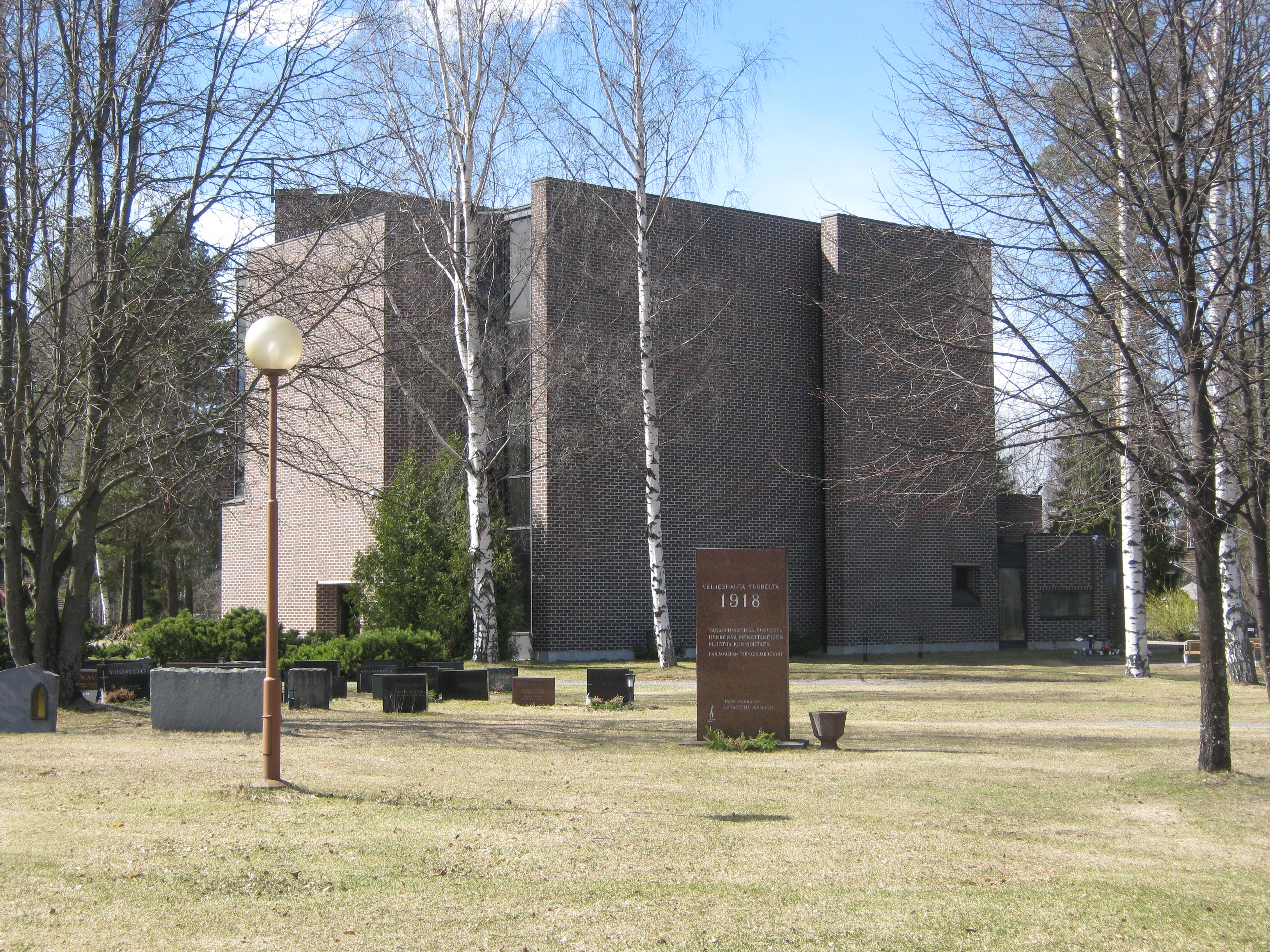
Église de toutes les béatitudes.
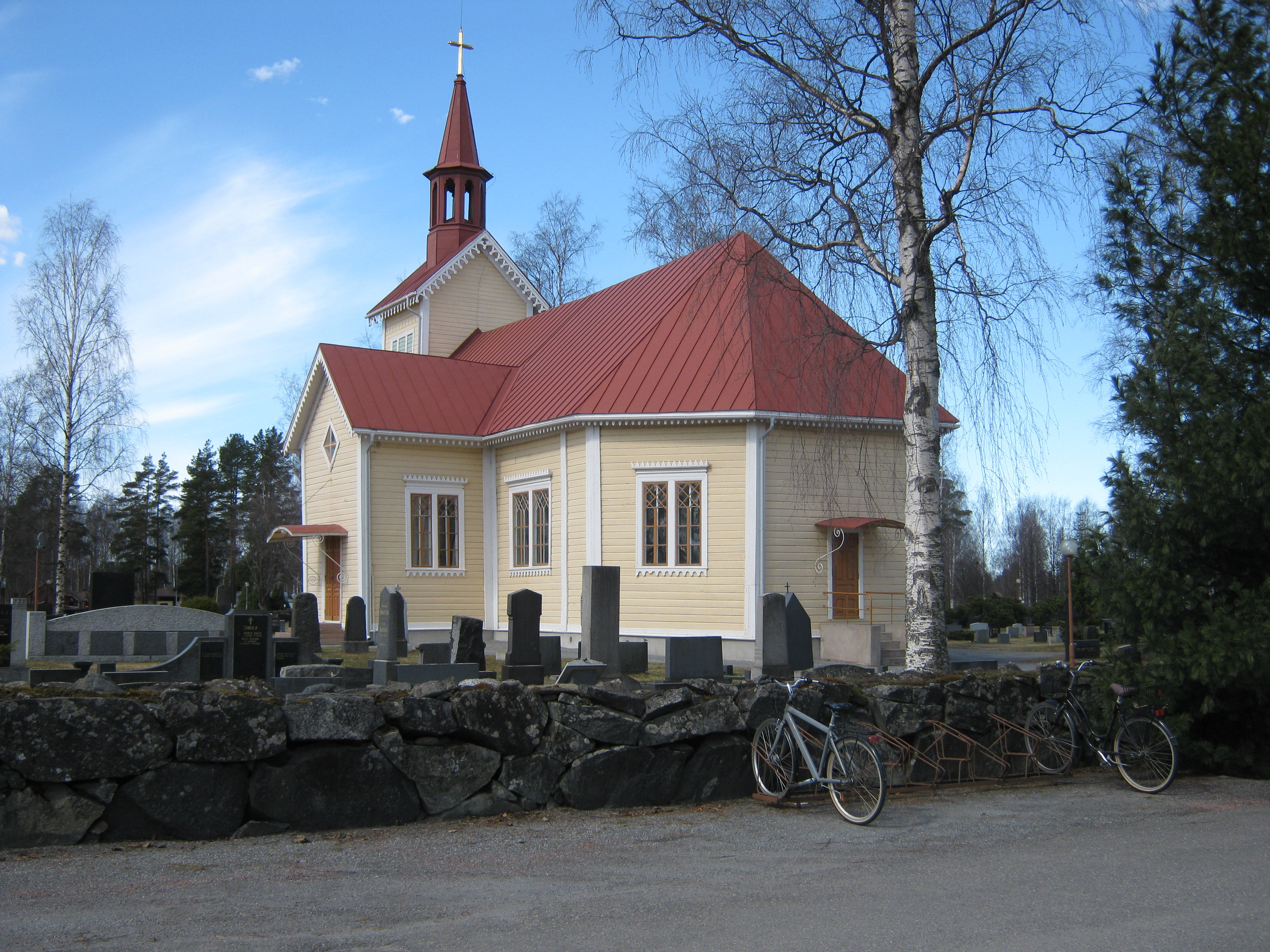
Ancienne église d'Harjavalta.
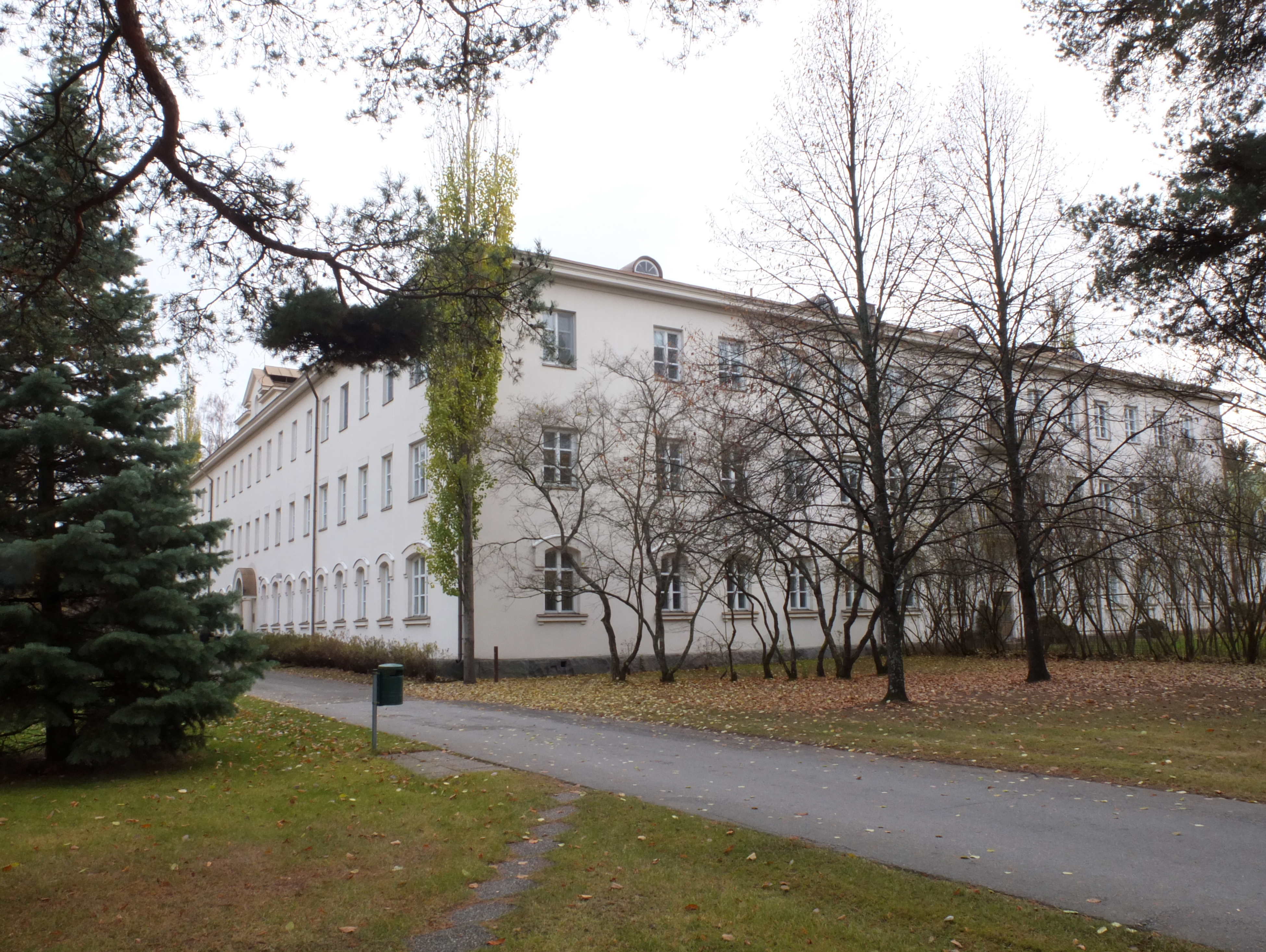
Hôpital d'Harjavalta.
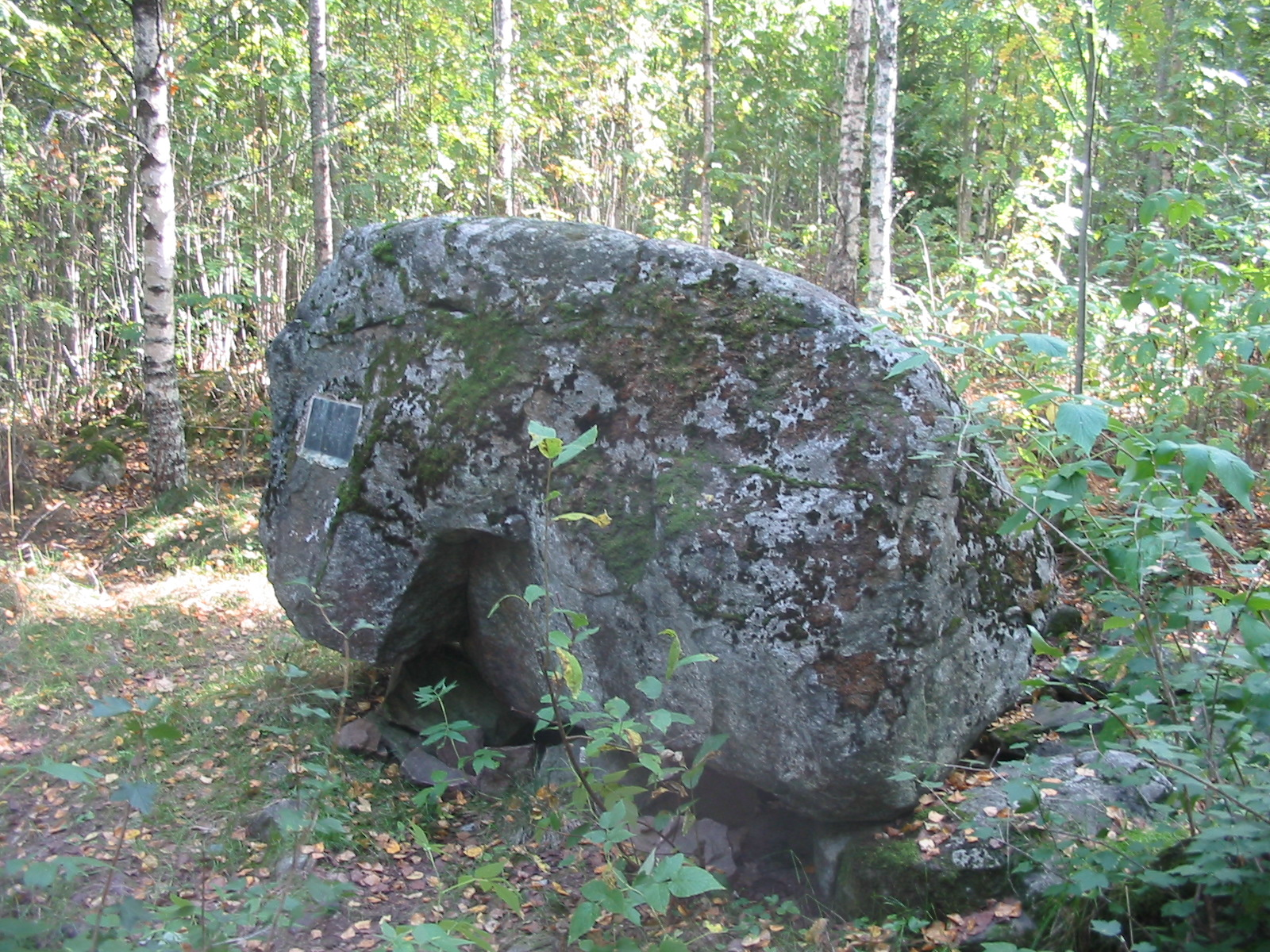
Le rocher des pleurs de Lalli.

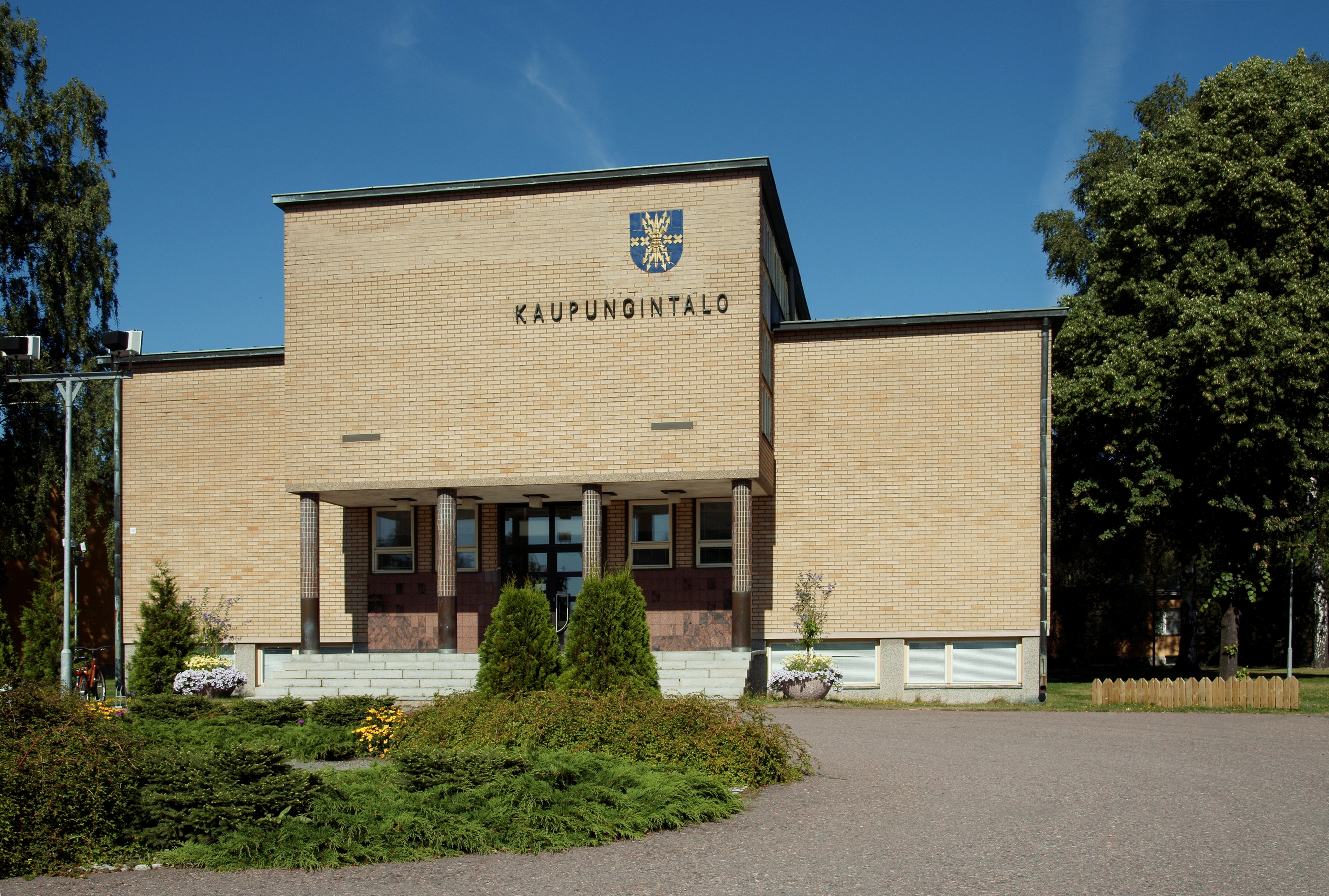
Mairie d'Harjavalta.
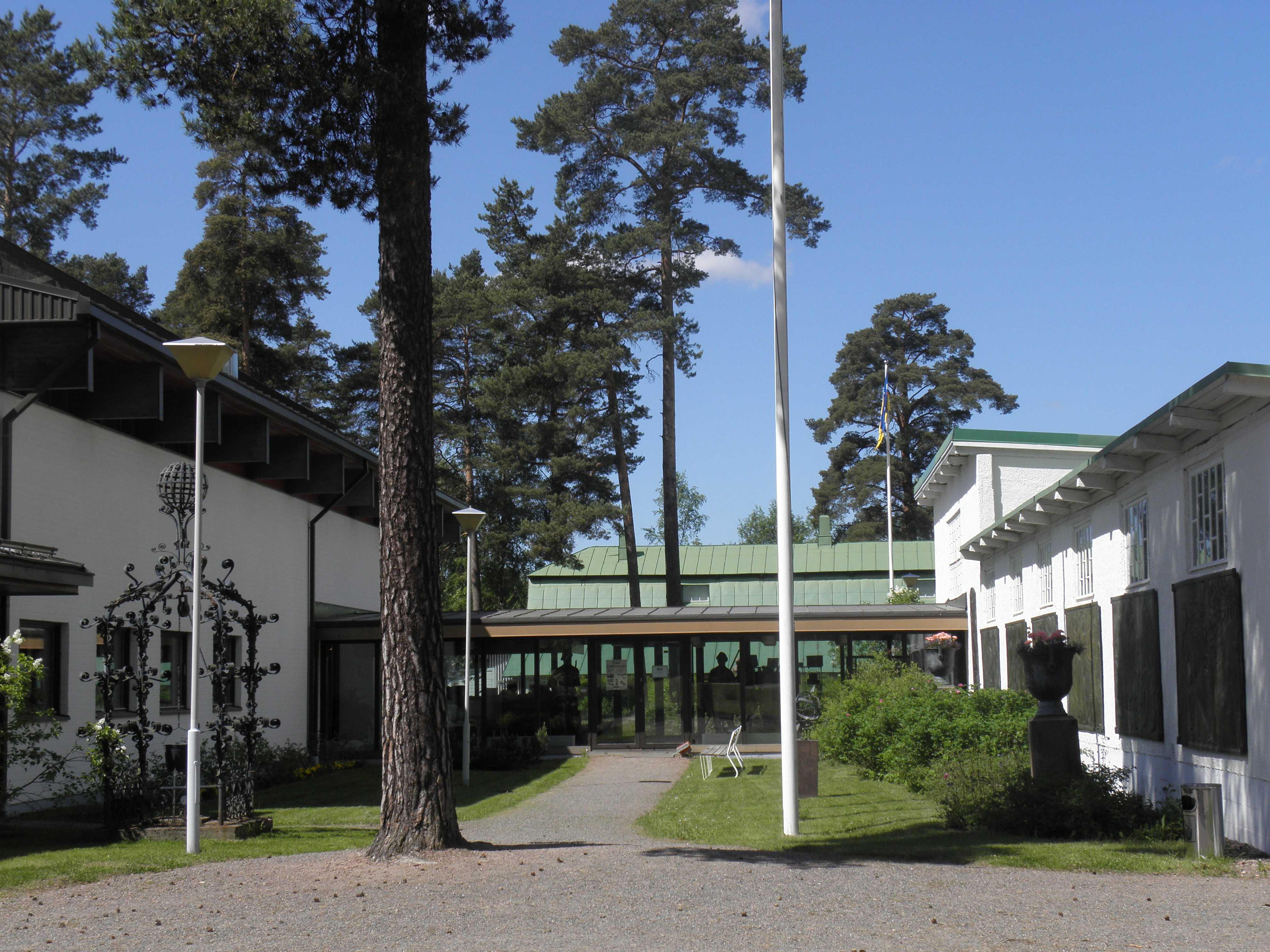
Musée Emil Cedercreutz.
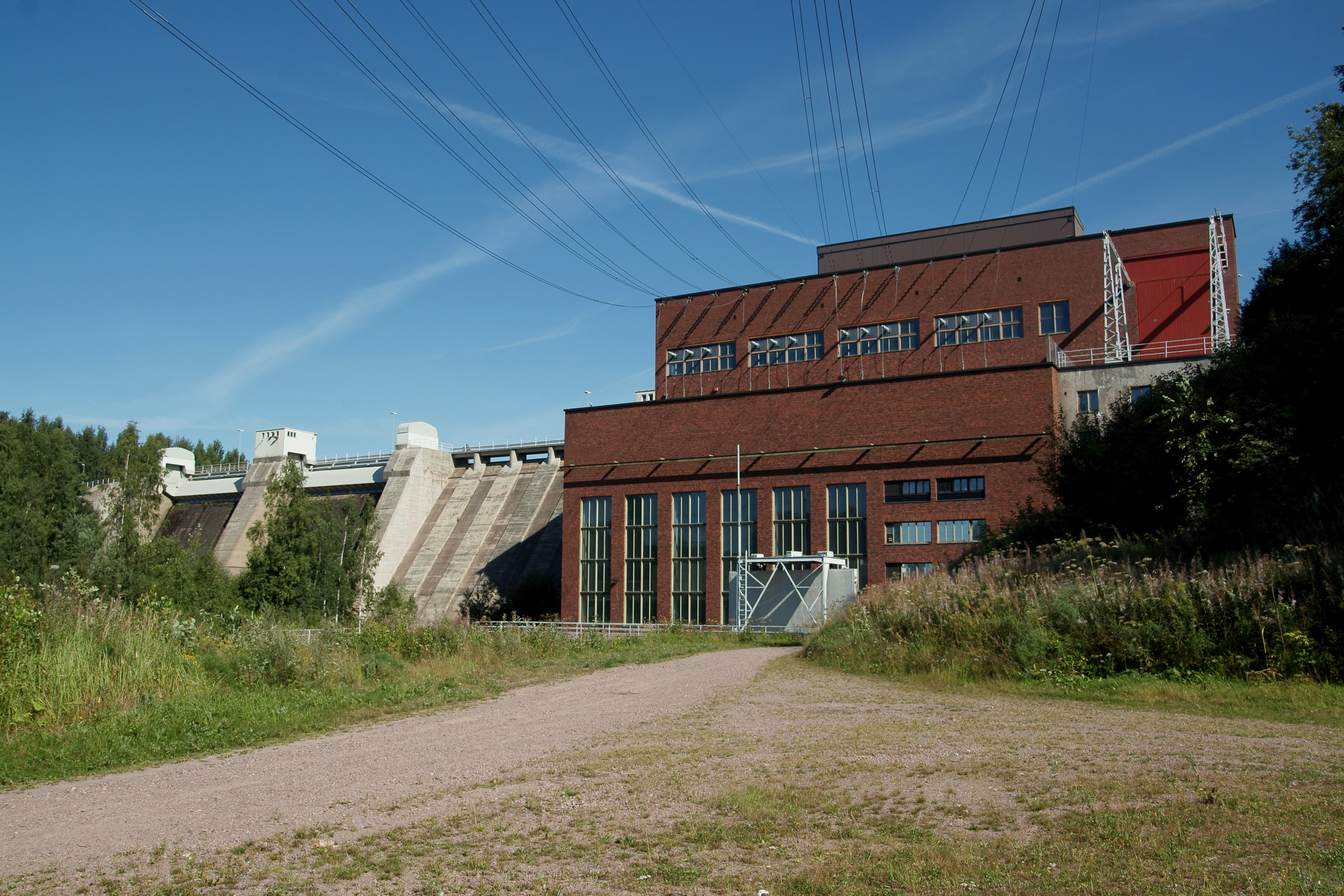
Centrale hydroélectrique d'Harjavalta.
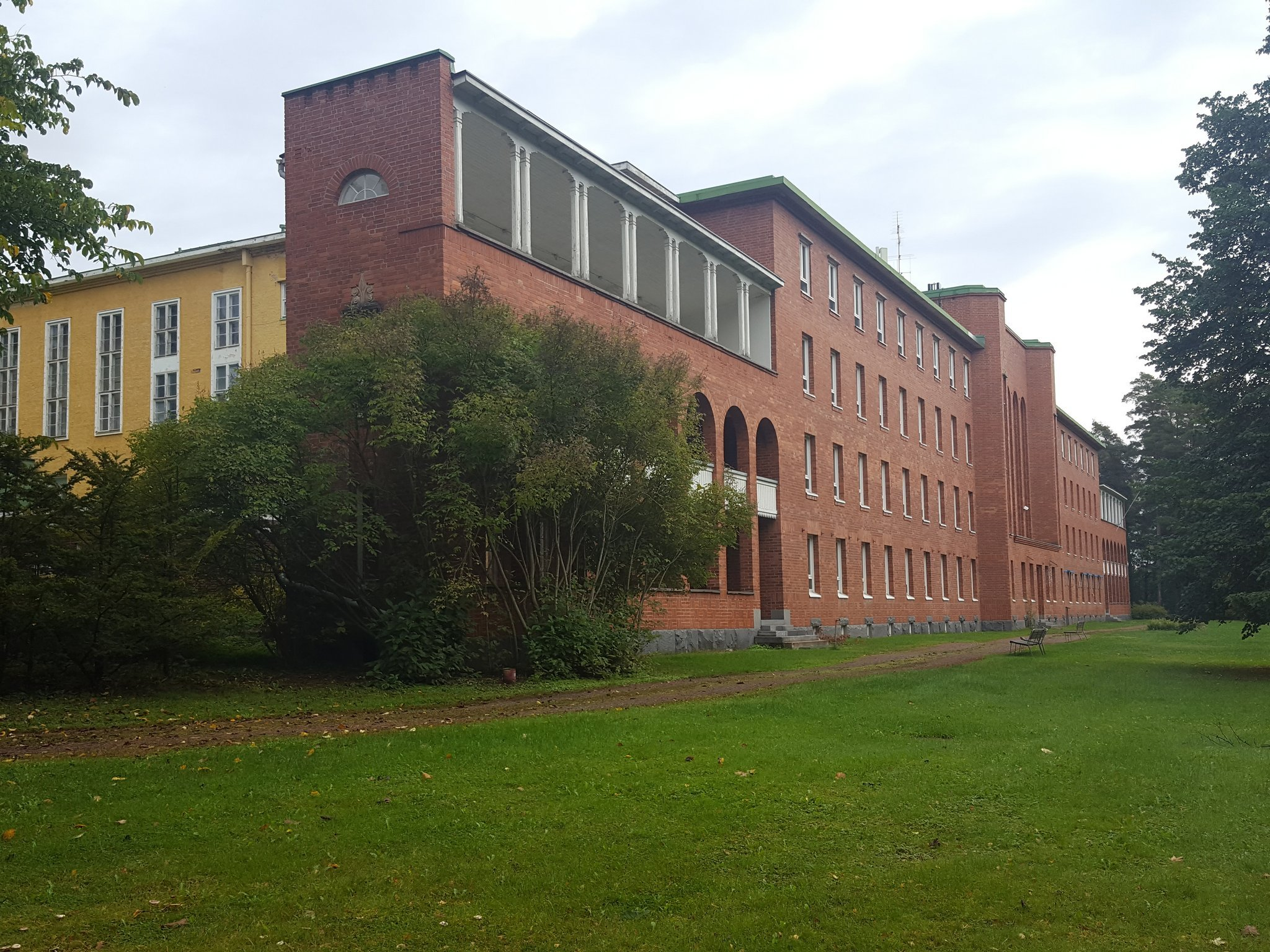
Hôpital de Satalinna.